# Fazenda Lageado (Botucatu)
Fazenda Lageado em Botucatu é uma fazenda histórica brasileira, localizada no município de Botucatu, no interior do estado de São Paulo.

## História
A Fazenda Lageado tem seu início datado em 1870, quando sua área começou a ser desmatada por três fazendeiros da região de Rio Claro.
No ano de 1881, o Dr. João Batista da Rocha Conceição, advogado piracicabano, tornou-se proprietário das terras e forçou pessoas escravizadas a plantar mais de 600 mil pés de café.
O advento de leis contrárias à escravatura,  como a abolição do tráfico de escravos em 1850 - Lei Eusébio de Queirós  - , culminando na promulgação da Lei Áurea em 1888, inviabilizou o trabalho forçado de pessoas escravizadas para a lavoura cafeeira, o qual foi substituído pela introdução do trabalho livre estrangeiro, ou seja, imigrantes.
As edificações da fazenda foram desenhadas para uma demanda cafeeira em larga escala, sendo considerada, no estado de São Paulo, uma das maiores propriedades particulares produtoras de café para exportação, atingindo seu apogeu em 1920.
Para o escoamento do café, chegou a ser construída, na área da fazenda, uma estação particular na linha antiga da Estrada de Ferro Sorocabana, que foi desativada em 1954, com a extinção inicial do tronco velho da Sorocabana entre Juquiratiba e Botucatu e, posteriormente, do trecho que restou entre Botucatu e Porto Martins.
A fazenda, ao passar para o controle do governo federal (União) em 1934, torna-se uma Estação Experimental Federal, recebendo inúmeros investimentos em maquinários e tecnologia de ponta, voltados para o desenvolvimento de pesquisas agrícolas. E, a partir de 1972, através de decreto federal, o Governo do Estado de São Paulo recebe a cessão para utilizar a fazenda como unidade de Ensino Superior, para implantação dos cursos de Agronomia e Medicina Veterinária, que juntamente com as Faculdades de Ciências Médicas e Biológicas de Botucatu e os outros Institutos Isolados de Ensino Superior do Estado formaram, em 1976,  a Universidade Estadual Paulista (UNESP).

### Localização
A Fazenda Lageado está localizada na cidade de Botucatu, região centro-oeste do estado.  A origem do nome Botucatu vem da palavra Ibytu-katu (em tupi) que significa “bons ares” . Sua fundação, para efeitos históricos, aconteceu em 23 de dezembro de 1843, a partir da doação de terras, pelo Capitão José Gomes Pinheiro Vellozo, para a criação do Patrimônio da Freguesia de Sant'Anna de Botucatu, sendo elevada de vila à categoria de cidade em 16 de março de 1876.
A vinda de imigrantes atraídos pelo auge da cultura cafeeira, no Oeste Paulista, tornou a cidade num Centro Regional. Porém, com a crise da cafeicultura, a partir de 1930, ocorreu o desenvolvimento da agropecuária e, nos últimos anos, do setor industrial.
Atualmente, cidade encontra-se em constante desenvolvimento e sua população está estimada em 148.130 pessoas para o ano de 2018, segundo dados do Instituto Brasileiro de Geografia e Estatística (IBGE).

## Aspectos culturais

### Mão de obra escrava
Os africanos, que aportaram no território brasileiro na condição de escravos, são vistos como mercadoria e objeto nas mãos de seus proprietários. Nega-se ao negro a participação na construção da história e da cultura brasileiras, embora tenha sido ele a mão de obra predominante na produção da riqueza nacional, trabalhando na cultura canavieira, na extração aurífera, no desenvolvimento da pecuária e no cultivo do café, em diferentes momentos de nosso processo histórico.
Na Fazenda Lageado houve indícios de escravidão conforme é denunciado por meio de um Documentário sobre a fazenda criado pelo repórter Godinho (2007)... Segundo o pesquisador histórico João Carlos Figueiroa (2007), entre os anos de 1870 á 1888, a fazenda teve a presença da mão de obra escrava. Na escritura do imóvel havia 12 quartos para escravos, mas não se sabe ao certo onde era o alojamento destes.
A a campanha contra a escravidão andava em plena efervescência, João Batista da Rocha Conceição, decidiu libertar 100 escravos e no final de 1890 passaria a remunerá-los. As informações compartilhadas indicam que: a história da Fazenda Lageado tem início no final do século XIX. Portanto é inegável que a Fazenda teve a participação da mão de obra dos escravos. Isso está, inclusive registrado na própria escritura de compra do imóvel por João Baptista da Rocha Conceição.

### Produção cafeeira em Botucatu
Informações compartilhadas no Museu do Café, indicam que a Fazenda Lageado foi, no início do século XX uma grande produtora de café, voltado à exportação. Segundo pesquisadores a Fazenda chegou a ter plantados, 1 milhão de pés de café por volta da década de 1920, sendo que a cidade de Botucatu nessa mesma época possui aproximadamente 20 milhões de cafeeiros. A produção cafeeira na região era muito forte.
Além disso grandes empresas botucatuenses (Indústrias Blasi e Milanese principalmente) eram grandes fabricantes de equipamentos voltados para o processamento do café. Essas empresas forneciam equipamentos para o mercado nacional e para exportação.
Os  fatores estratégicos para o desenvolvimento da cafeicultura são a escolha de terrenos férteis, protegidos das geadas, ou seja, altos ou em meia encosta. Além disso, eram necessárias estradas em razoáveis condições para o escoamento da produção. Estes fatores contribuíram para o desenvolvimento cafeeiro em Botucatu. Assim, o município se integrou nos processos de expansão econômica da cafeicultura no Estado de São Paulo. Então, Botucatu efetivamente ganhou importância com o destacado centro urbano.

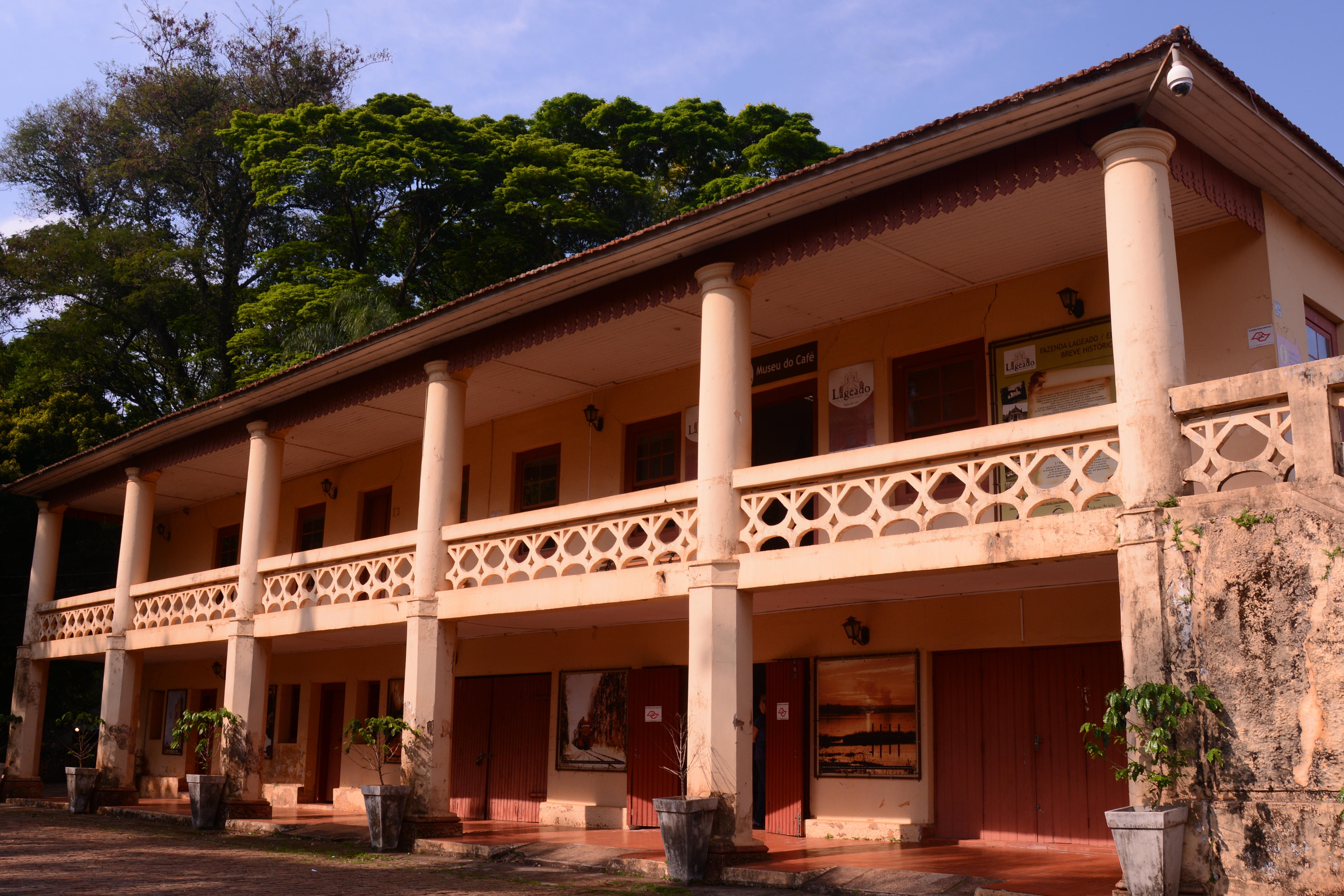

O café começou a ser cultivado em Botucatu por volta de 1845, quando tal cultura encontrava seu apogeu no Vale do Paraíba. Juntamente com outros produtos de subsistência, foi cultivado por pequenos proprietários e lavradores.
Mas o aumento da produção cafeeira só ocorreu em 1870, respondendo as necessidade de aumento da produção nacional (foi quando o café brasileiro começou a ganhar expressão no mercado mundial). 
Ainda segundo Garcia, produziu cinco milhões de sacas de café, este se tornando o centro motor do desenvolvimento do capitalismo no país. Os tempos mudaram, e chegou à crise de 1929. Começou o êxodo rural de forma mais intensa. Os cafeeiros foram reduzidos, na época, para um terço do total, que eram 30 milhões de pés.

### Imigração na Fazenda Lageado
A atividade econômica de Botucatu, até 1840, era simplesmente a criação de gado. Porém, segundo Piza (2007), houve uma ampla virada na estrutura produtiva cafeeira paulista entre 1860 e 1880, marcado pela ampliação das lavouras de café, pela redução da escravidão e pela entrada de numerosos imigrantes.
Tais imigrantes eram de maioria italiana, seguido pelos portugueses e espanhóis. Entre 1870 e 1886, a mão de obra escrava se reduziu pela metade. Em 1888, os escravos em Botucatu e arredores eram cerca de 700. No mesmo período, os cafezais dobraram, devido à entrada de 1550 trabalhadores no campo, em regime de colonato ou parceria. Então, afirma Piza , a partir de 1888 se inicia a chegada maciça de imigrantes, que promoveram a maior transformação vivida pelos núcleos urbanos de Botucatu, juntamente com a ferrovia. Em 1893, a população de Botucatu é composta por 10% de imigrantes. Já entre 1897 e 1898, os imigrantes atingem 25% da mesma. Ainda, segundo o mesmo autor, “a distribuição destes imigrantes se deu em proporção direta ao desenvolvimento das lavouras cafeeiras. Botucatu recebia 800 imigrantes por ano, em 1900”.
De acordo com Garcia, o processo de acumulação de capital ganha um impulso com a adoção do sistema de colonato, cabendo ao colono todo o custo de sua produção e de suas famílias. As famílias italianas que se destacam no comércio de Botucatu, têm histórias semelhantes. Todas passaram algum período trabalhando nas lavouras de café e, quando transferidas para a cidade, aproveitaram o alto crescimento verificado no final do século XIX. Segundo as autoras Carvalho e Tozoni-Reis, a destruição das lavouras de café promoveu em êxodo para a cidade, pessoas estas que estavam estabilizadas no campo, com suas casas, famílias e divertimentos. Tal expulsão se deu sem condições de trabalho, emprego e moradia.
O crescimento da cidade de Botucatu não foi planejado, a partir destas mudanças, acarretando na criação desordenada de bairros afastados. A exportação do café em saca, o financiamento fortalecido dos proprietários das grandes Fazendas e a grande concentração de grupos de famílias vindas da Europa, desenhou um cenário de oportunidades para negócios e enriquecimento, que souberam aproveitar as oportunidades.
Então, alguns imigrantes se estabeleceram nas entradas da cidade, à beira dos grandes eixos de acesso às fazendas de café, com a finalidade de suprir, os fazendeiros e os que lá moravam, de gêneros e utensílios.

## Tombamento
No ano de 2013, a fazenda passou pelo processo de tombamento histórico junto ao Conselho de Defesa do Patrimônio Histórico, Arqueológico, Artístico e Turístico (CONDEPHAAT). Desde o ano de 1986, havia um processo de abertura para esse processo judicial de tombamento por parte da Unesp.
Com o processo de tombamento reconhece-se que a Fazenda Lageado possui um importante patrimônio histórico para ser assegurado e que é de relevância social manter-se sempre protegido pelo Estado e a comunidade. A notícia foi festejada por parte da comunidade acadêmica da Unesp.

## Atualidade

### Turismo
O Museu do Café, instalado na antiga Casa Sede da Fazenda Lageado, é considerado um dos principais pontos turísticos da cidade de Botucatu. Durante as visitas, é possível fazer um retrato de como a cafeicultura se desenvolveu no Estado de São Paulo e na Fazenda, através dos aspectos arquitetônicos e da exposição de documentos, mobiliários, peças e máquinas antigas.
Informações compartilhadas indicam que: atualmente o Museu do Café e a área histórica são um dos turísticos não só de Botucatu, mas do centro-oeste paulista e recebe uma quantidade expressiva de visitantes provenientes de municípios do interior de São Paulo. Além disso, o museu é visitados por pessoas provenientes de todos os estados brasileiros e de diversos países.
Desde 2006, quando passou a ser administrado e inserido em um projeto, já foi visitado por quase 150 mil pessoas. O público do museu é bem diversificado, formado por alunos, pesquisadores, estrangeiros e pela população em geral (famílias, grupos de amigos, etc). Além disso, no local também funciona uma Instituição integrante do projeto “Lugares de Aprender” da Secretaria de Estado da Educação, desde 2009 e recebe toda semana escolas de cidades distantes até 100 km de Botucatu.
O museu recebe também diversas exposições artísticas em seu Espaço Cultural, sendo que desde 2010 já contemplou 33 exposições, com destaque para artistas como: Aldemir Martins, Ziraldo, Osmar Santos, Franco Belli, Romero Britto e Christina Oiticica.
Além do turismo cultural, a Fazenda Lageado também é bastante utilizada para o lazer e a prática de esportes, devido à sua vasta área de bosques e gramados. Outro fator que contribui para as visitas é que tanto o acesso à Fazenda quanto ao Museu são gratuitos.

#### Enchente de 2020
Em fevereiro de 2020, a cidade de Botucatu foi vitima de uma forte enchente. A Fazenda Lageado também foi atingida. Uma ponte que liga o museu e área histórica da fazenda ao campus da universidade foi derrubado pela água e a reitoria decidiu por interditar a região.
Também foi destruído pela ação da chuva, o lago artificial da universidade, conhecido pelos moradores da cidades como Lago dos Patos e uma capela próxima ao lago. A reitoria da universidade, disse não possuir recursos financeiros para reconstrução do lago e da capela. Os famosos patos que dão nome ao lago, no momento da enchente não estavam no lago e por isso não sofreram qualquer tipo de óbito ou lesão.

#### Pandemia de COVID-19
Apesar de sua importância histórica e relevância social, inserida no contexto da Pandemia de COVID-19 no Brasil, o museu e a universidade fecharam-se para a sociedade civil. Com isso, a estrutura do museu começou a ganhar um aspecto de abandono pelo poder público e pela gestão da universidade, colocando em risco boa parte do acervo do museu. A estrutura da fazenda está sendo colocada em risco devido a falta de manutenção adequada. Por sua parte, a reitoria da FCA soltou uma nota para imprensa em que afirma que está fazendo a melhor ação possível: "Atendendo à sua solicitação a Faculdade de Ciências Agronômicas (FCA) da Unesp, câmpus de Botucatu, informa o seguinte: a área histórica da Fazenda Experimental Lageado, incluindo o Museu do Café e o Terreiro de Café, está interditada para o público desde as fortes chuvas de fevereiro de 2020, que causaram danos estruturais em vários pontos dessa área. No Terreiro de Café, por exemplo, alguns pontos do piso sofreram afundamentos e outros danos estruturais que oferecem risco físico real a eventuais visitantes. A partir de março de 2020 até o presente momento, houve a restrição de acesso do público à Fazenda Experimental Lageado, por ordem legal, por conta da pandemia de Covid-19. O fato de não haver circulação de pessoas na área histórica, somada à redução do quadro de servidores por conta das aposentadorias no período e do afastamento de servidores pertencentes ao grupo de risco das atividades presenciais, fez com que a Diretoria da FCA optasse por espaçar as atividades de limpeza da área e das edificações históricas, como forma de otimizar os serviços realizados nos 2520 hectares das suas Fazendas de Ensino, Pesquisa e Extensão. A manutenção, portanto, vem sendo feita nos limites das possibilidades da FCA, incluindo serviços pontuais de contenção, para evitar a ampliação dos danos."

### Universidade
A fazenda integra a Universidade Estadual Paulista (UNESP) de Botucatu, integrando o campus da Faculdade de Ciências Agronômicas (FCA) e parte da Faculdade de Medicina Veterinária e Zootecnia (FMVZ), onde alunos possuem aulas práticas dos cursos de Agronomia, Engenharia Florestal, Zootecnia, Engenharia de Bioprocessos e Biotecnologia, dentre outros cursos.
A instituição é considerada uma das melhores instituições universitárias do estado de São Paulo e do país.